# Harpoceras
Harpoceras – rodzaj głowonogów z wymarłej podgromady amonitów, z rzędu Ammonitida.
Żyły w okresie wczesnej i środkowej jury (toark – aalen).